# Opération peur
Pour plus de détails, voir Fiche technique et Distribution.
Opération peur (titre original : Operazione paura) est un film d'épouvante fantastique italien réalisé par Mario Bava et sorti en 1966.
Écrit par Bava, Romano Migliorini et Roberto Natale, le film se concentre sur un petit village des Carpates au début du XXe siècle, terrorisé par le fantôme d'une jeune fille meurtrière.
Supervisé par les producteurs Nando Pisani et Luciano Catenacci de F.U.L. Films, Opération peur était initialement considéré comme un projet de petite envergure comparé aux films précédents de Bava, car il a été réalisé sans vedettes internationalement reconnues et sans le soutien financier de sociétés de production étrangères. Bien qu'un scénario complet ait été écrit par Migliorini et Natale avant le début de la production, Bava a affirmé qu'une grande partie du film avait été improvisée. Tourné en partie à Calcata, Faleria et à la Villa Grazioli (it) en 1965, le film a connu une production troublée en raison de la pénurie d'argent de F.U.L. Films pendant les prises de vue principales, ce qui a incité les acteurs et l'équipe à terminer le film en sachant qu'ils ne seraient pas payés pour leur travail. En post-production, la musique a dû être compilée à partir d'un répertoire de musique créé pour des productions cinématographiques antérieures.

## Synopsis
En 1907, le docteur Paul Eswai est envoyé dans le village de Karmingam, dans les Carpates, pour pratiquer l'autopsie d'Irena Hollander, une femme morte dans des circonstances mystérieuses dans une église abandonnée. Monica Schufftan, une étudiante en médecine qui est récemment retournée sur les tombes de ses parents, est désignée comme témoin. Lors de l'autopsie, ils découvrent une pièce d'argent incrustée dans le cœur de Hollander.
Les villageois, habitués aux guérisons via des plantes médicinales et aux superstitions qu'Eswai trouve grotesques, prétendent que Karmingam est hanté par le fantôme d'une jeune fille qui jette un sort à ceux qu'elle visite. Après que Nadienne, la fille des aubergistes locaux, a reçu la visite de la jeune fille, Ruth, la sorcière du village, procède à un rituel pour annuler la malédiction. Ce soir-là, Eswai se rend à la villa de la baronne Graps pour y rencontrer un collègue, l'inspecteur Kruger. Lorsqu'il arrive dans la grande maison décrépie, la baronne l'informe qu'elle ne connaît pas ce Kruger. En partant, Eswai rencontre la jeune fille fantôme.
Pendant ce temps, Monica fait un cauchemar à propos de l'enfant et se réveille en découvrant une poupée au pied de son lit. Elle croise Eswai dans la rue, qui lui propose de l'emmener à l'auberge pour qu'elle puisse dormir. À l'auberge, Eswai découvre que Nadienne porte une liane autour de son corps conformément aux recommendations de la guérisseuse Ruth. Estimant que cette procédure la fait souffrir davantage, il lui enlève la liane malgré les inquiétudes de sa famille. Dans le cimetière local, Eswai trouve deux fossoyeurs en train d'enterrer le corps de Kruger, qui a reçu une balle dans la tête. Au même moment, Nadienne est réveillée par le fantôme à sa fenêtre, qui l'oblige à s'empaler avec un candélabre.
Eswai et Monica sont informés par Karl, le bourgmestre, que le fantôme de la jeune fille fantôme est Melissa Graps, la fille décédée de la baronne, et qu'elle est responsable de la mort de Hollander et de Kruger ; il révèle également à Monica que les Schufftan n'étaient pas ses vrais parents. Lorsqu'il va chercher des preuves, il est contraint par Melissa de détruire les documents et de se suicider. Chassés par le père de Nadienne encore choqué par la mort de sa fille, Monica et Eswai tentent d'attirer l'attention des villageois réticents en faisant sonner la cloche de l'église. À l'intérieur de l'église, ils trouvent un passage secret, où Monica est envahie d'un sentiment de déjà-vu. Ils découvrent la tombe de la famille Graps, où se trouve celle de Melissa, morte en 1887 à l'âge de sept ans.
Ils trouvent un escalier qui sort du tombeau et les conduit à l'intérieur de la Villa Graps, où la baronne les confronte dans le couloir. Elle leur révèle que Melissa a été bousculée à mort en allant chercher une balle lors d'une fête arrosée. Melissa apparaît dans la pièce, et Monica disparaît soudainement par une porte. Eswai la poursuit à travers une série de portes qui semblent toutes se ressembler ; dans sa poursuite, il est confronté à un sosie de lui-même, après quoi il est fait prisonnier dans une pièce, puis il se fait expulser de la villa. Il perd connaissance et se réveille chez Ruth. Ruth explique que les pièces de monnaie trouvées dans le cœur des victimes ont été placées là par elle comme talismans pour conjurer les pouvoirs surnaturels de la baronne, qui a invoqué le fantôme de sa fille pour punir les villageois, et qu'elle a l'intention de tuer la baronne pour se venger de Karl, qui était son amant.
Dans la villa, la baronne révèle à Monica qu'elle est sa fille, et Melissa sa sœur aînée ; après la mort de Melissa, les serviteurs de la baronne, les Schufftan, ont envoyé Monica pour qu'elle soit élevée et éduquée en sécurité à Gräfenberg en Bavière. Le fantôme de Melissa apparaît, poursuit Monica dans l'escalier menant au tombeau et la pousse à se jeter d'un balcon voisin. Ruth arrive et confronte la baronne. La baronne lui plante un tisonnier dans la poitrine, mais Ruth parvient à l'étrangler avant de mourir, enterrant ainsi l'âme de Melissa ; Eswai arrive à temps pour sauver Monica. Ils quittent la Villa Graps alors que le soleil se lève au loin.

## Fiche technique
- Titre français : Opération peur
- Titre original : Operazione paura
- Réalisation : Mario Bava, assisté de Lamberto Bava
- Scénario : Mario Bava, Roberto Natale et Romano Migliorini d'après une histoire de Romano Migliorini et Roberto Natale
- Photographie : Antonio Rinaldi
- Montage : Romana Fortini
- Musique : Carlo Rustichelli
- Effets spéciaux : Enrico Catalucci
- Décors : Alessandro Dell'Orco
- Costumes : Tina Grani
- Maquillage : Maurizio Giustini
- Producteurs : Luciano Catenacci et Nando Pisani
- Société de production : FUL Films
- Société de distribution : Internazionale Nembo Distribuzione Importazione Film (INDIEF)
- Pays de production :  Italie
- Langue originale : Italien
- Format : Couleurs par Eastmancolor - 1,85:1 - Son mono (Westrex Sound System) - 35 mm
- Genre : Film d'épouvante fantastique
- Durée : 85 minutes
- Date de sortie : 
  - Italie : 8 juillet 1966 (Turin) ; 6 août 1966 (Milan) ; 19 août 1966 (Rome)
  - France : 3 mai 2005 (DVD)[1] ; 13 juillet 2019 (cinémathèque française)[2]
- Classification :
  - France : Film interdit aux moins de 16 ans lors de sa sortie puis interdit aux moins de 12 ans aujourd'hui

## Distribution
- Giacomo Rossi Stuart : Docteur Paul Eswai
- Erika Blanc : Monica Schuftan
- Fabienne Dali : Ruth la sorcière
- Piero Lulli : Inspecteur Kruger
- Luciano Catenacci : Le bourgmestre Karl
- Micaela Esdra : Nadienne
- Franca Dominici : Martha
- Giuseppe Addobbati : L'aubergiste
- Mirella Pamphili : Irena Hollander
- Giovanna Galletti : La baronne Graps
- Valerio Valeri : le fantôme de Melissa Graps

## Production
Opération peur marque le retour de Mario Bava à l'épouvante gothique, après avoir réalisé Le Masque du démon (1960) et Le Corps et le Fouet (1963). Il a affirmé a posteriori avoir réalisé le film à la suite d'un pari avec « des Américains » ; contrairement à ses précédents films d'épouvante, il n'a pas été tourné avec des acteurs américains ou britanniques, et n'a pas subi d'interférence créative de la part d'une coproduction française comme Paris Inter Productions ou Société Cinématographique Lyre (qui avaient coproduit respectivement Le Corps et le Fouet ou Les Trois Visages de la peur) ou d'un grand distributeur américain comme American International Pictures. Le biographe de Bava, Tim Lucas, a déclaré que les critiques rétrospectives des films d'horreur italiens décrivaient la période entre 1957 et 1966 comme « l'âge d'or » du genre, et qu'Opération peur en constitue le point culminant, car il était l'un des derniers films italiens du genre à être largement distribué.
Le film a été financé par une petite société italienne, F.U.L. Film. Les producteurs crédités du film étaient Nando Pisano et Luciano Catenacci ; c'est le seul film qu'ils ont produit. Pisano était un directeur de production qui avait travaillé sur des films allant d'Où est la liberté ? de Roberto Rossellini à Gli attendenti de Giorgio Bianchi, tandis que Catenacci travaillait jusque-là principalement comme acteur. Catenacci a également été directeur de production du film et a interprété le personnage de Karl. Lucas a estimé que le budget du film était inférieur à celui des films de Bava distribués par AIP aux États-Unis, estimant qu'il était bien en dessous de 50 000 dollars.

### Scénario
Le scénario a été écrit par Romano Migliorini et Roberto Natale, qui avaient déjà écrit deux films d'épouvante pour Massimo Pupillo et Francesco Merli : Vierges pour le bourreau (1965) et Le Cimetière des morts-vivants (1965). Les deux films partageaient des membres de l'équipe et des locaux de studio avec Opération peur ; outre l'utilisation de certains décors des films précédents, le décor abritant la crypte de la famille Graps dans Opération peur avait été utilisé comme donjon du « bourreau rouge » dans Vierges pour le bourreau. Lucas note que le scénario a deux antécédents cinématographiques possibles : un film mettant en scène Sherlock Holmes, La Griffe sanglante (1944), dans lequel Holmes et le Dr. Watson sont convoqués dans un village où une série de meurtres — dont le plus récent est celui d'une femme qui s'est vidée de son sang en sonnant la cloche de l'église locale — sont attribués à un fantôme ; une autre inspiration possible est Le Village des damnés (1960), dans lequel un groupe d'extraterrestres ressemblant à des enfants blonds menace un village en contraignant psychiquement les habitants à se suicider.
Bava a affirmé dans une interview que le film avait été improvisé sur place à partir d'un scénario de seulement 30 pages. Lucas a suggéré que le scénario du film aurait été basé sur un premier scénario de Natale et Migliorini pour La Vengeance de Lady Morgan, ce que l'historien du cinéma Roberto Curti a réfuté, notant que le scénario du tournage d'Opération peur, intitulé Le macabre ore della paura (litt. « Les heures macabres de la peur »), comportait des dialogues détaillés et une intrigue achevée. Le scénario conservé à la bibliothèque du Centro sperimentale di cinematografia de Rome y a été déposé le 5 avril 1966, les scénarios y étant généralement déposés avant le début du tournage. Curti précise que La Vengeance de Lady Morgan a commencé à être tourné le 26 juillet 1965, a été soumis à la Commission ministérielle de censure le 1er octobre et est sorti le 16 décembre. Ce scénario révèle également des idées qui avaient déjà été utilisées dans les films précédents de Bava mais qui ont été écartées, comme les victimes revenant d'entre les morts sous forme de zombies. Le scénario comprend également des scènes qui ont été conservées dans le film, comme la scène de l'escalier en colimaçon et la scène où le Dr Eswai poursuit son sosie encore et encore dans la même pièce.

### Attribution des rôles
Opération peur marque la troisième et dernière collaboration de Bava avec l'acteur Giacomo Rossi Stuart, après Le danger vient de l'espace et Duel au couteau. L'actrice Erika Blanc incarne Monica Schuftan dans le film, et affirme que le film n'est que son deuxième long métrage, bien que les filmographies suggèrent le contraire,. Bava auditionne des centaines de jeunes filles pour le rôle de Melissa Graps, mais ne parvient pas à en trouver une. Bava a finalement choisi Valerio Valeri, qui était le fils de son concierge. Selon Blanc, Valeri n'était pas satisfait du rôle parce qu'il devait porter une robe et que Bava le poussait à jouer en l'appelant « Valeria ». L'actrice a également noté que sa collègue Fabienne Dali était tellement engagée dans son rôle de la sorcière Ruth qu'elle lisait les cartes de tarot pour les acteurs et l'équipe.

### Tournage

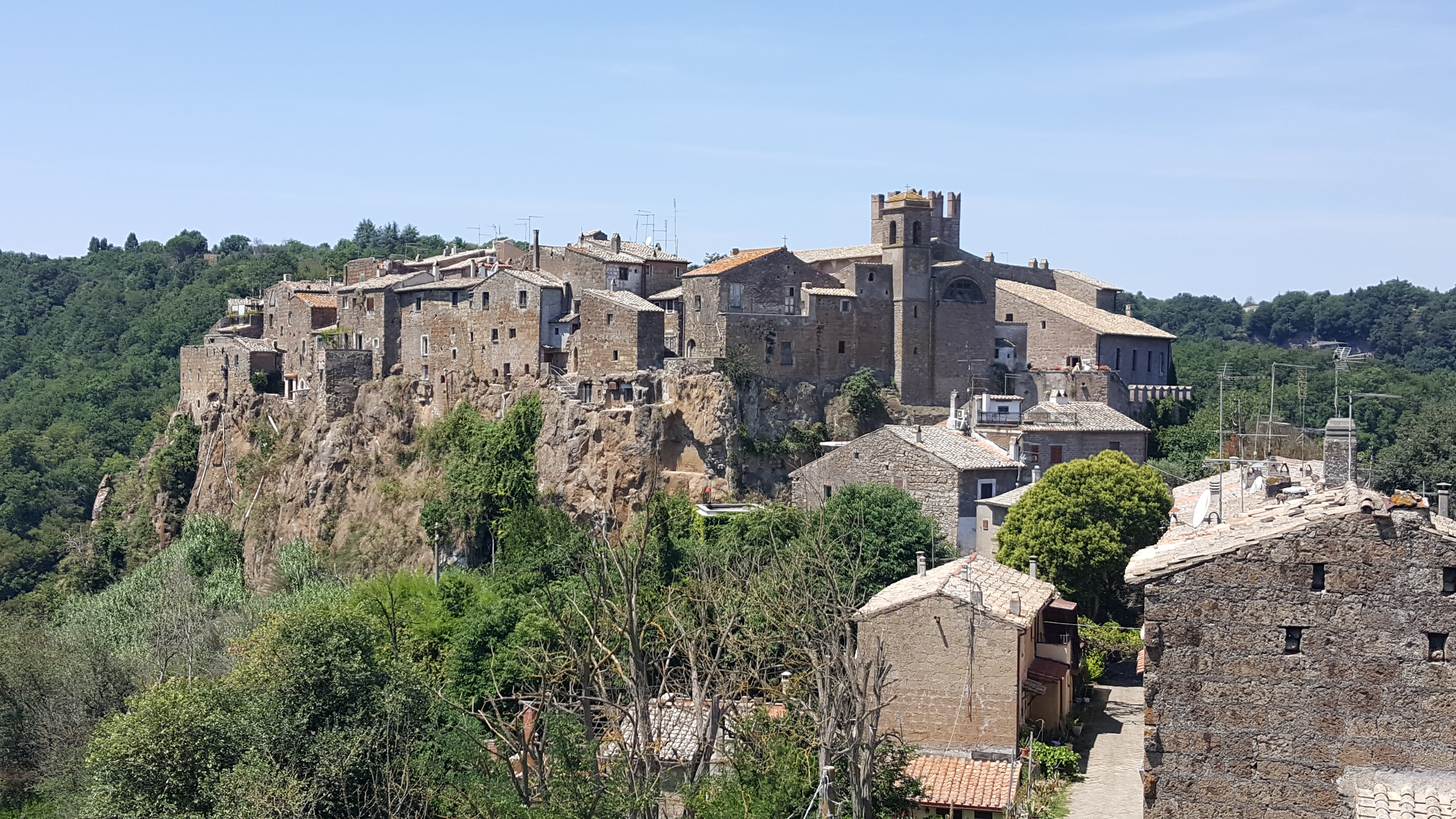
Opération peur a été partiellement tourné à Calcata.

Lucas a décrit la production d'Opération peur comme ayant été marquée par la « malchance », le film ayant manqué d'argent pendant le tournage. Blanc a déclaré que les acteurs et l'équipe n'avaient été payés que pour leurs deux premières semaines de travail sur le film, et qu'ils avaient accepté de le terminer sans salaire en raison de leur affection pour Bava. L'ami de Bava, Luigi Cozzi, a déclaré que Bava n'avait jamais été payé pour son travail sur le film. Selon Bava, le film a été tourné en 12 jours en 1965,. Blanc a réfuté cette déclaration, le film a été tourné en « peut-être vingt » jours, tandis que le fils de Bava et assistant réalisateur Lamberto a déclaré que le film a pris environ quatre semaines pour être terminé.
Plusieurs scènes extérieures de Karmingam ont été tournées dans les villes médiévales de Calcata et Faleria, tandis que la façade et plusieurs intérieurs de la Villa Grazioli (it) à Grottaferrata ont été utilisés pour représenter la Villa Graps,. Toutes les autres séquences, y compris les intérieurs et les scènes du cimetière, ont été tournées aux Studios Titanus Appia, où le film a été l'un des derniers à y être tourné avant qu'il ne devienne principalement une société de distribution. Lamberto Bava a décrit Calcata à cette époque comme « abandonnée, construite sur une montagne de travertin, une roche sédimentaire qui s'est effritée au fil des siècles » et que vers la fin des années 1960, la zone « est devenue une sorte de communauté hippie ».
Les effets spéciaux, comme la vision déformée au début du film, ont été créés à l'aide d'un filtre avec un effet « verre d'eau » créé par le père de Bava, Eugenio, lorsqu'il était cadreur sur des films muets. D'autres préoccupations budgétaires ont conduit Bava à tourner le film sans grue, ce qui l'a amené à filmer certaines scènes avec une bascule de fortune. Plusieurs plans de Melissa ont été filmés avec Valeri exécutant les actions à l'envers, ce qui confère une impression étrange aux mouvements du personnage. La disparition du fantôme de Melissa à la fin du film a été obtenue en tamisant la lumière qui projetait le reflet de Valeri sur un panneau de verre incliné.

### Titre
Au moment de la sortie du film, l'actrica Erika Blanc était connue pour ses apparitions dans divers films d'espionnage. L'un d'entre eux, 003 Agent secret : Opération Atlantide (1965) de Domenico Paolella, a inspiré le titre Opération peur. Le titre rappelle également quelques œuvres à succès de l'époque comme Opération Crossbow (1965) de Michael Anderson ou Opération San Gennaro (1966) de Dino Risi, voire le James Bond Opération Tonnerre (1965) de Terence Young. Selon Jean-François Rauger, le titre aurait été imposé par le producteur car il faisait l'analyse du déclin irréversible du genre d'épouvante gothique et il préférait brouiller les esprits en rattachant le film à la mode cinématographique de l’espionnage, alors en plein essor.

### Musique
La musique du film est créditée à Carlo Rustichelli,, mais elle est en réalité issue d'un répertoire musical, comprenant des œuvres de Rustichelli ainsi que d'autres compositeurs ayant travaillé avec Bava par le passé. Lucas a suggéré que l'utilisation du répertoire musical, par opposition à une musique originale, était due au faible budget de la production. D'autres sons sont issus de la composition de Francesco De Masi pour Les Nuits de l'épouvante, la berceuse entendue au générique est composée par Armando Trovajoli et utilisée à l'origine dans la comédie Che fine ha fatto Totò Baby?,. La musique des films précédents comprend des morceaux composés par Rustichelli pour La Sorcière sanglante, Six Femmes pour l'assassin, Le Corps et le Fouet et la musique de Roman Vlad dans Les Vampires,,,. Interrogé sur la musique du film, Rustichelli a admis qu'il ne se souvenait pas du film ni de la musique qu'il avait composée.

## Exploitation
Opération peur est sorti en Italie le 8 juillet 1966, distribué par I.N.D.I.E.F.. Sorti au plus fort de la saison des vacances italiennes, le film n'a été projeté à Rome que pendant quatre jours en août avant de disparaître de la circulation. Il enregistre au total 837 000 entrées au box-office Italie 1955-1956 qui rapportent environ 200 millions de lires italiennes. Bien que le critique Roberto Curti ait qualifié ce chiffre de « négligeable », le film a été le film d'épouvante le plus rentable de la carrière de Bava au moment de sa sortie en Italie, dépassant Le Masque du démon et Les Trois Visages de la peur, qui ont été ses plus grands succès contemporains sur le marché international,. Bava a choisi de ne pas réaliser d'autre film d'épouvante jusqu'en 1968, lorsqu'il a tourné Une hache pour la lune de miel,.

### Accueil critique
L'accueil critique du film a été plutôt positif. Avec le temps, le film est « considéré comme l'une des meilleures œuvres du réalisateur et l'un des films les plus importants de la période gothique italienne » selon Il Mereghetti.
Selon Giuseppe Salza dans Segnocinema en 1984, le film est « Un conte de Grimm à l'envers, où la mort tragique et ignorée d'une petite fille ouvre un cercle de sang, destiné à ne finir que dans le sang. Horreur surréaliste et surhumaine (...) l'apogée de la virtuosité de Bava ».
D'après Norbert Moutier, « Les scènes oniriques abondent, admirablement servies par des effets optiques qui dilatent l'image, un peu à la Roger Corman ». Selon le critique Jean-François Rauger, le film constitue une des expressions les plus pures de l’art de Bava. « Sans doute n’avait-on pas eu, depuis les chefs-d’œuvre de ce que l’on a appelé le cinéma expressionniste allemand, à ce point le sentiment d’une volonté de montrer comment un monde intérieur, un univers psychique pouvait hanter la réalité et s'infiltrer dans l'espace visible pour le subvertir. L'enregistrement du réel s'y abîme régulièrement dans une sorte d'abstraction plastique ».
L'universitaire new-yorkais David Sanjek a noté que l'utilisation par le film de l'enfant symbolisant le mal était un motif pionnier dans le genre : « Opération peur, un film d'une véritable puissance poétique et d'une grande ingéniosité visuelle, a réussi à inverser les stéréotypes gothiques du bien et du mal en faisant incarner le pouvoir du bien par une sorcière aux cheveux noirs tandis que le mal est représenté par une jeune fille blonde et angélique ».

## Influence et postérité
Le critique Jean-Louis Leutrat pense que la balle avec laquelle la petite Melissa Graps joue de manière obsessionnelle dans Opération peur est une référence à M le maudit (1931) de Fritz Lang. Cette scène a inspiré à son tour de nombreux cinéastes, comme Federico Fellini qui s'en est inspiré dans son segment Toby Dammit du film à sketches Histoires extraordinaires (1968),. Après avoir entendu parler de la séquence utilisée par Fellini dans le film, Bava est allé voir Histoires extraordinaires et a réfléchi à cette projection en déclarant : « Cette enfant fantôme avec la balle rebondissante... ce sont les mêmes idées que dans mon film, exactement les mêmes ! J'en ai parlé plus tard à Giulietta Masina et elle a haussé les épaules en souriant et m'a dit : "Vous savez comment il est, Federico..." »,.
L'imagerie du film a également influencé d'autres œuvres, comme le premier film d'Alessandro Capone, Ensorcelées (1989), qui met également en scène une jeune fille spectrale avec une balle blanche rebondissante. Ne vous retournez pas (1973) de Nicolas Roeg met en scène un personnage à la recherche d'une silhouette encapuchonnée ressemblant à sa fille aux cheveux blonds, avant de découvrir que cette silhouette est un nain meurtrier qui l'attaque d'une manière qu'il avait prévue dans ses visions. En Asie, plusieurs productions mettent également en scène une jeune fille spectrale avec une balle blanche rebondissante, comme le film Tamagotchi de Wellson Chin en 1997 et Pokémon, la série, en particulier les épisodes Quand la télékinésie s'en mêle et La Revanche  dans le cycle 1. Aux États-Unis, l'imagerie est également présente dans le film d'épouvante Terreur.point.com (2002).
Visuellement, le film a été considéré comme une source d'inspiration pour Suspiria (1977) de Dario Argento. L'utilisation de la couleur dans le film a également été considérée comme une source d'inspiration pour les images de La Dernière Tentation du Christ (1988) de Martin Scorsese.